# 12012
12012 (イチニーゼロイチニ ichi-ni-zero-ichi-ni?) es una banda de J-Rock formada en 2003 en la Prefectura de Osaka, Japón.
El grupo centra su trabajo alrededor del concepto de "La locura dentro de un ser humano" (人間の内面における狂気 ningen no naimen ni okeru kyōki?), el cual es representado en su estética, música y letras oscuras.
El nombre del grupo proviene del Código penal «para Posesión de arma peligrosa» en California. A veces se presentan como kyōki shoji (凶器所持?), que es una traducción de ese delito.
Pertenecen al movimiento Visual kei y consideran su apariencia como una manera de expresar su música. Comenzaron con cinco miembros y ha sido siempre el vocalista, Miyawaki Wataru, quien escribe las letras.
Su estilo musical es un Rock bastante duro y agresivo con toques Dark, aunque recientemente, algo más evolucionados como grupo, hacen una música algo más suave y pegadiza. Dejando siempre un espacio para antiguos matices en sus composiciones, que son los que marcan su personalidad como grupo.

## Historia

### 2003—2006: inicios
Comienzan sus actividades el 1 de mayo de 2003, durante sus inicios firmaron con la compañía discográfica Under Code Production (un subsello de la compañía Free-Will), donde también participaban bandas como Vidoll y Phantasmagoria. Ese mismo mes realizaron su primer concierto en Osaka durante un evento realizado por el sello. El 28 de julio lanzaron su primer sencillo «depression sign».
A diferencia de los demás grupos dentro de la escena Visual kei, usaron sus nombres reales: Tohru (ex Nezire), Tomoyuki (conocido como Tomo cuando tocaba en Mist of Rouge), Hiroaki (ex Killa), Yuusuke y Wataru (ambos antiguos integrantes de Lubis Cadir, donde Wataru era conocido como Kyoka).
Tras participar en una serie de eventos y participar en algunas recopilaciones, comenzó a crecer la popularidad de la banda. Durante octubre de 2004, organizaron un evento llamado «Guilty of Six Days», el cual se realizó durante seis días y cada espectáculo era dirigido por un integrante de la banda, menos el último que fue organizado entre todos. Otras bandas como Duel Jewel, Panic Channel, Moll'e Node y Devise en Despair, entre otros, también participaron en el evento. Ese mismo mes, comenzaron con una serie de lanzamientos mensuales que duraría tres meses: primero lanzaron el EP Bell salem en octubre, seguido de Knight Mare en noviembre, y por último shin~deep en diciembre. Para terminar el año, realizaron dos presentaciones un mismo día en Tokio y Osaka.
En febrero de 2005 realizaron si primer One-man en el Osaka Muse que fue editado en un DVD lanzado dos meses después bajo el título CROM. En julio lanzaron otro DVD con algunos de sus vídeos promocionales, para comenzar con otra gira en septiembre.
Durante 2006 participaron de varios eventos, lanzaron tres Photobook's y su primer álbum titulado Play Dolls, el cual estaba disponible en dos ediciones distintas. También lanzaron un álbum recopilatorio con lo mejor de su discografía, titulado not obtain+1. En mayo realizaron una gira para celebrar su tercer aniversario, además de lanzar otro sencillo: «Heart». Durante la Anime expo realizada ese año en el sur de California Miyawaki Wataru y Sakai Hiroki participaron dando autógrafos y saludando a los fanes. En otoño la banda fue a Alemania y Francia para actuar ante sus fanes internacionales antes de volver a Estados Unidos para actuar en la convención de Onicon en Texas. Aún con tanta actividad lanzaron tres sencillos consecutivos: «Pistol» en septiembre, «wana» en octubre y «Over...» en noviembre y desde mediados del mismo mes hasta diciembre, hicieron otra gira por Japón.

### 2007—2009
En 2007 cambian de casa discográfica, dejan de pertenecer a Under Code Production, para firmar con Back Coat (otro subsello dentro de Free-Will) y pasan a pertenecer a Universal Music Japan. La banda realizó el tema de cierre «Cyclone» para la serie de animé "Romeo × Juliet" (ロミオ×ジュリエット Romio × Jurietto?), del estudio Gonzo, la canción fue lanzada en un sencillo homónimo el 13 de junio por Universal Music Japan.  Todo marchaba bien para la banda, pero en septiembre de ese año el vocalista Miyawaki Wataru fue arrestado por asaltar a una mujer. Tras haber bebido demasiado una noche, se reportó que habría tratado de estrangular a una conocida mujer, pero finalmente el caso se resolvió en la corte y los cargos fueron dados de baja. Cuando terminó el proceso, a fines de septiembre, Wataru publicó una disculpa en su Blog. A pesar de todos los problemas continuaron unidos y anunciaron el lanzamiento de otros dos sencillos y un nuevo álbum que salió a la venta el 12/12 (como su nombre), titulado Diamond.
Estuvieron de gira desde finales de 2007 hasta principios de 2008, participando en la gira de girugamesh Stupid Tour 2008 y en los eventos del Speed Disk y el Zeal Link. En mayo realizaron una presentación conmemorativa de su quinto aniversario en el Akasaka BLITZ, el cual fue lanzado en DVD. Acabaron el 2008 con una extensa gira, y el lanzamiento de dos sencillos.
Durante 2009 lanzaron varios trabajos, incluyendo un nuevo álbum Mar Maroon, y realizaron una gira llamada HEAD'S UP!!.

### 2010—actualidad:Seven
En 2010, lanzaron los sencillos «The Pain of Catastrophe», «Tattoo» y «Usubeni to ame». Para luego, el 14 de julio lanzar el álbum Seven, en dos versiones, una limitada acompañada de un DVD con los PV's de sus sencillos recientes, y una regular que contenía una canción adicional llamada «One step». Poco después, se anuncia que el guitarrista Yusuke Suga estaría dejando la banda el 12 de diciembre, tras el último concierto de su gira "The Fangs of Killer 「even」 Sadness" tour.
Finalmente los miembros de la banda comunican en su Blog oficial, que habían decidido continuar como un cuarteto, agradecen a sus fanes por su continuo apoyo y afirman que "darán vuelta a la página". En otro comunicado la banda indica que llegar a la decisión de continuar como cuarteto fue un proceso largo y difícil, pero finalmente decidieron permanecer juntos.
En marzo de 2011, anunciaron que Yusuke Suga daba por comienzo un proyecto en solitario llamado high-ball, con la participación de varios músicos invitados.

## Miembros
Miyawaki Wataru (宮脇 渉 Miyawaki Wataru?)
- Vocalista y Compositor
- Fecha de Nacimiento: 23 de julio de 1980 (44 años)
- Bandas anteriores: Lubis Cadir (como KYOYA).[14][15]

Sakai Hiroaki (酒井 洋明 Sakai Hiroaki?)
- Guitarrista
- Fecha de Nacimiento: 25 de junio de 1982 (42 años)
- Bandas anteriores: LOUISA (como AKI), Cell*June (como Acul), KiLLa.[15]

Tomoyuki Enya (塩谷 朋之 Enya Tomoyuki?)
- Bajista
- Fecha de Nacimiento: 7 de octubre de 1980 (44 años)
- Bandas anteriores: Mist of Rouge (como Tomo).[15]

Kawauchi Tooru (川内 亨 Kawauchi Tōru?)
- Baterista
- Fecha de Nacimiento: 11 de abril de 1984 (40 años)
- Bandas anteriores: DictAtor (como To-Ru), growth, De'sert, Nejire.[15]

### Exmiembros
Yūsuke Suga (須賀 勇介 Suga Yūsuke?)
- Guitarrista
- Fecha de Nacimiento: 9 de junio de 1980 (44 años)
- Bandas anteriores: Lubis Cadir (como Yuusuke).[15]

## Discografía
La banda ha lanzado 14 sencillos y 7 álbumes de estudio, el último llamado Seven fue lanzado el día 14 de julio de 2010 (14/7), en dos versiones, una especial con un DVD extra y otra regular que incluía como bonus la canción «One step». Además han lanzado 7 DVD siendo el más reciente 無法地帯, un Live que contenía un disco extra con un documental sobre la banda titulado Lawless Area Documentary.